# Дебіт
Дебі́т, (від фр. debit — «збут», «витрачання») (рос. дебит; англ. discharge, flow rate, yield, production rate; нім. Förderrate f, Zuflußrate f, Entnahmerate f, Ergiebigkeit f) -
1) У нафтовій і газовій промисловості — кількість(об'єм) рідини (води, нафти) або газу, що надходить на поверхню за одиницю часу з природного чи штучного джерела (свердловини, колодязя). У промисловій практиці дебіт прийнято вимірювати у кубічних метрах за добу.
2) У гірництві дебіт газу — об'єм газу, який надходить в атмосферу, у виробки або дегазаційну систему за одиницю часу. Залежить від розмірів колектора газу, газопроникності порід, їх газонасиченості.
3) Дебіт вентилятора — кількість повітря, яке проходить через нього за одиницю часу. Дебіт насоса — кількість рідини, яка проходить через нього за одиницю часу.
Дебіт вимірюється в л, м3, т за секунду, хвилину, годину, добу (л/с, м3/с, м3/хв, м3/год, м3/доб). Синоніми — витрата, продуктивність (м3/с, м3/добу тощо).

## Приклади

### Дебіт свердловини питомий
Дебіт свердловини питомий,(рос.дебит скважины удельный; англ. specific well flow rate; нім. spezifische Sondenförderrate f) — кількість рідини, що надходить на поверхню за одиницю часу при зниженні рівня в свердловині на 1 м.
Коефіцієнт зміни дебіту свердловини — відношення середньодобових дебітів за попередній (Q0) і наступний (Q1) місяці.

### Дебіт свердловини потенційний
Дебіт свердловини потенційний, (рос.потенциальный дебит скважины; англ. potential discharge [flow (rate)] of a well; нім. potentielle Sondenförderrate, potentielle Sondenproduktion f) — дебіт нафтової свердловини, коли тиск на її вибої дорівнює нулю.

### Вхідний дебіт свердловин
Вхідний дебіт свердловин, (рос.входной дебит скважин; англ. initial debit production rate of wells; нім. Eintrittsdebit der Übergangsbohrungen) — Див. вхідний дебіт перехідних свердловин.

#### Вхідний дебіт перехідних свердловин
Вхідний дебіт перехідних свердловин, (рос.входной дебит переходящих скважин; англ. initial production rate of transient wells; нім. Eintrittsdebit der Übergangsbohrungen f pl) — показник, який застосовується при плануванні видобування з перехідних свердловин, — середній дебіт на одну свердловину на початку планового періоду за нормальних умов експлуатації.

### Дебіт газової свердловини Максимально допустимий робочий
Дебіт газової свердловини Максимально допустимий робочий, (рос.максимально допустимый рабочий дебит газовой скважины, англ. maximum permissible working debit of gas mining hole) — максимально можливий початковий дебіт свердловини, що визначається після проведення всіх робіт з інтенсифікації припливу газу в залежності від умов стійкості колекторів, підтягування конусів і язиків обводнення до вибою свердловини, від можливостей конструкції і технічного стану свердловин, системи газозбору і ін.

## Середній дебіт свердловини
- середньодобовий дебіт свердловин (одної або групи) — це відношення загального видобутку нафти (газу) до кількості свердловино-діб, відпрацьованих свердловиною (або групою) за один і той же період часу;
- середньомісячний дебіт на свердловино-місяць відпрацьований — відношення загального видобутку нафти (газу) до кількості відпрацьованих свердловино-місяців за один і той же час.